# Back to the Heavyweight Jam
Back to the Heavyweight Jam ist das sechste Studioalbum der deutschen Eurodance-Band Scooter aus dem Jahr 1999.

## Entstehung und Veröffentlichung
Die Erstveröffentlichung von Back to the Heavyweight Jam erfolgte am 27. September 1999 bei Club Tools. Das Album erschien in seiner Originalausführung als CD mit zwölf Titeln (Katalognummer: 0066332). Am 9. Dezember 2022 erschien das Album erstmals als LP-Ausführung bei Sheffield Tunes (Katalognummer: 1028903STU).
Die Lieder wurden getextet und komponiert von den drei Scooter-Mitgliedern H. P. Baxxter, Axel Coon und Rick J. Jordan, zusammen mit dem Koautoren Jens Thele. Zwei Lieder wurden von dem Quartett produziert, die restlichen nur von Coon und Jordan. Sämtliche MC-Texte stammen von H. P. Baxxter. Das Album wurde aufgenommen und produziert in den Loop D.C. Studios 1 und 2 in Hamburg und herausgegeben auf Club Tools in Zusammenarbeit mit dem Vertrieb von edel music.

## Musik
Keyser Soze ist ein Intro. Der Name stammt vom Namen des Hauptbösewichts des 1995er-Films Die üblichen Verdächtigen. Die Melodie dazu besteht aus den fünf Noten, die im Film Unheimliche Begegnung der dritten Art aus dem Jahr 1977 benutzt wurden, um mit den Außerirdischen per Synthesizer kommunizieren zu können. Im Intro ist eine Rückwärtsbotschaft versteckt: Wenn man die unverständliche Frauenstimme am Schluss rückwärts abspielt, sagt sie Use Your Dildo (Benutz deinen Dildo).
Das erste reguläre Lied, Watch Out ist ein typisches Trancestück der 90er. Es kommt außer der verzerrten Titelzeile ohne Stimme aus. Fasterharderscooter beginnt dann wieder mit dem lauten Sprechgesang H. P. Baxxters. Es enthält ein Sample des Lieds Come On von Michael Kronenberger & Steffen Harning alias Axis oder Milk & Sugar von Mitte der 1990er. Die zusätzliche Gitarre wurde dabei von Helge Vogt eingespielt.
Well Done, Peter covert mehrheitlich das Lied Embargo! vom französischen Duo Philippe Beaureperre & David Toinet alias Embargo!, das im selben Jahr wie das Album Scooters herauskam.
Fuck the Millennium ist eine Adaption von The KLFs gleichnamigen Lied, das diese unter dem Namen 2k veröffentlicht hatten.
The Revolution benutzt ein Sample aus Who Do I Care von Tobias Menguser & Jürgen Herbarth alias Hermen, das ebenfalls 1999 herauskam.
The Learning Process ist eine Adaption von Tom Wilsons Technocat, während Main Floor Art Of Trances Madagascar covert. Eine der Melodien von Main Floor stammt von Acid Phase, einem Stück von Emmanuel Top aus dem Jahr 1995.
Kashmir benutzt Ausschnitte aus "Living on the Ceiling", einem Lied der britischen Synthpop-Band Blancmange aus dem Jahr 1982. H. P. Baxxter fing ursprünglich als Synthpop-Sänger an.

## Artwork
Das Cover hat einen olivgrauen Hintergrund, auf dem ein mattgelbes, im Dunkeln leuchtendes, Megafon-Symbol in einem Kreis zu sehen ist. Oben steht der Bandname, unter dem Kreis Back to the Heavyweight Jam in Großbuchstaben. Gestaltet wurde das Gover von Marc Schilkowski, dem Designer weiterer Scooter-Produktionen. Zusätzliche Booklet-Fotos wurden von Olaf Heine geschossen. Das Backcover zeigt die drei Scooter-Mitglieder sitzend.

## Titelliste
1. Keyser Soze – 1:12
2. Watch Out – 4:15
3. Faster harder scooter – 3:47
4. Well Done, Peter – 3:54
5. Fuck the Millennium – 4:28
6. The Revolution – 4:05
7. Psycho – 5:05
8. The Learning Process – 4:55
9. I'll Put You on the Guest List – 5:11
10. Main Floor – 5:36
11. Kashmir – 4:45
12. No Release – 6:17

## Singleauskopplungen

### Fasterharderscooter
Die Single wurde am 23. August 1999 veröffentlicht. Sehr erfolgreich war die Single in Finnland und Schweden, wo sie den zweiten bzw. dritten Platz in den Charts erreichte. In Deutschland landete die Single auf Rang 7, in der Schweiz auf Platz 20 und in Österreich auf dem 24. Platz.
Titelliste
1. Fasterharderscooter – 3:42
2. Fasterharderscooter – Full Length – 4:24
3. Fasterharderscooter – Club Mix – 5:21
4. Fasterharderscooter – Sunbeam Remix – 9:23
5. Fasterharderscooter – Signum Remix – 7:20

Zusätzlich erschien noch eine limitierte Version der Single mit dem Bonus-Track "Monolake".

### Fuck the Millennium
Die Single erschien am 12. Dezember 1999. Das Stück wurde für die Single-Auskopplung völlig umstrukturiert und hat mit der Album-Version nur noch einige Textstellen gemein. Der Song enthält die Melodie von Wheels von Jimmy Torres aus dem Jahr 1960, gespielt von seiner Gruppe The String-A-Longs. Von dem Lied existierten bereits dutzende Coverversionen, so stand Billy Vaughn 1961 mit seiner Version 4 Monate auf Platz eins der Single-Charts in Deutschland.
Fuck the Millennium konnte sich ebenfalls vor allem in Skandinavien durchsetzen: Platz 3 in Schweden und 4 in Finnland. In Deutschland schaffte es die Single auf Rang 11, in Österreich auf Rang 15 und in der Schweiz auf die 61. Stelle der Charts.
Titelliste
1. Fuck the Millennium – 3:58
2. Fuck the Millennium – Extended – 5:15
3. New Year's Day – 6:39

Der dazugehörige Videoclip wurde als Auftritt Scooters gedreht und Backstage-Szenen eingespielt.

### Chartplatzierungen
| Jahr | Titel                 | Höchstplatzierung, Gesamtwochen, AuszeichnungChartplatzierungen (Jahr, Titel, , Platzierungen, Wochen, Auszeichnungen, Anmerkungen) | Höchstplatzierung, Gesamtwochen, AuszeichnungChartplatzierungen (Jahr, Titel, , Platzierungen, Wochen, Auszeichnungen, Anmerkungen) | Höchstplatzierung, Gesamtwochen, AuszeichnungChartplatzierungen (Jahr, Titel, , Platzierungen, Wochen, Auszeichnungen, Anmerkungen) | Anmerkungen                                                |
| Jahr | Titel                 | DE | AT | CH | Anmerkungen                                                |
| ---- | --------------------- | --- | --- | --- | ---------------------------------------------------------- |
| 1999 | Faster Harder Scooter | DE7 (11 Wo.)DE | AT24 (9 Wo.)AT | CH20 (5 Wo.)CH | Erstveröffentlichung: 23. August 1999 Verkäufe: + 30.000   |
| 1999 | Fuck the Millennium   | DE11 (10 Wo.)DE | AT15 (10 Wo.)AT | CH61 (7 Wo.)CH | Erstveröffentlichung: 15. November 1999 Verkäufe: + 15.000 |

## Kommerzieller Erfolg

### Chartplatzierungen
Back to the Heavyweight Jam avancierte zum Top-10-Erfolg in Finnland (Rang 3), Schweden (Rang 5) und Deutschland (Rang 7). Darüber hinaus erreichte es Chartplatzierungen in der Schweiz (Rang 25) oder auch Norwegen (Rang 35).
| ChartsChartplatzierungen | Höchstplatzierung | Wochen |
| ------------------------ | ----------------- | ------ |
| Deutschland (GfK)        | 7 (14 Wo.)        | 14     |
| Schweiz (IFPI)           | 25 (2 Wo.)        | 2      |

### Auszeichnungen für Musikverkäufe
| Land/Region        | Auszeichnungen für Musikverkäufe (Land/Region, Auszeichnung, Verkäufe) | Verkäufe |
| ------------------ | ---------------------------------------------------------------------- | -------- |
| Deutschland (BVMI) | Gold                                                                   | 150.000  |
| Schweden (IFPI)    | Gold                                                                   | 40.000   |
| Insgesamt          | 2× Gold ·                                                              | 190.000  |